# CFU-GM
CFU-GM（全称：“集落形成单位-粒系-单核系细胞”，colony forming unit-granulocyte macrophage，也称为“粒系-单核系祖细胞”，granulocyte–macrophage progenitor，GMP）是粒细胞与巨噬细胞的祖细胞，可由粒细胞-巨噬细胞集落刺激因子刺激造血干细胞生成。